# Zuid-Afrika op de Olympische Zomerspelen 1992
Zuid-Afrika nam deel aan de Olympische Zomerspelen 1992 in Barcelona, Spanje, na een jarenlange internationale sportboycot vanwege de apartheid. Het was het eerste optreden van het Afrikaanse land sinds 1960.